# Josef Außermair
Josef Außermair (* 20. März 1948 in Sierning) ist ein österreichischer Theologe.

## Leben
Außermair besuchte von 1959 bis 1967 das Stiftsgymnasium Kremsmünster. Von 1968 bis 1970 studierte er Theologie an der Philosophisch-Theologischen Hochschule St. Gabriel in Mödling bei Wien. Nach seiner Tätigkeit als Pastoralassistent in der Diözese Linz von 1970 bis 1971 absolvierte er von 1972 bis 1975 das Studium der Theologie, Soziologie und Geschichte an der Universität Salzburg, wo 1976 zum Doktor der Theologie promoviert wurde. 1977 erwarb er die Lehrbefähigung für Katholische Religion an der allgemeinbildenden höheren Schulen und berufsbildenden höheren Schulen und lehrte von 1976 bis 1980 als Gymnasiallehrer. Sein zeitgleiches Philosophiestudium beschloss Außermair 1978 mit der Sponsion zum Magister der Philosophie. Von 1980 bis 1982 forschte er für fundamentaltheologische und missionstheologische Studien an der Universität Bonn.
1983 wurde Außermair Universitätsassistent am Institut für Ökumenische Theologie und Fundamentaltheologie der Universität Salzburg und nach seiner Habilitation (1996) mit der Studie „Konkretion und Gestalt. Leiblichkeit als wesentliches Element eines sakramentalen Kirchenverständnisses am Beispiel der ekklesiologischen Ansätze Paul Tillichs, Dietrich Bonhoeffers und Hans Asmussens unter ökumenischem Gesichtspunkt“  ab 1. Februar Assistenzprofessor am Institut für Ökumenische Theologie und Fundamentaltheologie. Ab 1. Oktober 1997 bis zu seiner Emeritierung im Oktober 2013 war er außerordentlicher Universitätsprofessor am Institut für Ökumenische Theologie und Fundamentaltheologie der Universität Salzburg.
Im Wintersemester 1998/99 lehrte Außermair als Lektor an der Kath.-Theol. Fakultät der Universität Wien. Seit 2006 ist er Gastprofessor für Ökumenische Theologie an der Philosophisch-Theologischen Hochschule Benedikt XVI. in Heiligenkreuz bei Wien. Im Wintersemester 2009/10 war er Gastprofessur an der Theologischen Fakultät der Universität Tartu.

## Schriften
- Kirche und Sozialdemokratie. Der Bund der religiösen Sozialisten Österreichs 1926-1934. Eingeleitet von Weihbischof Florian Kuntner. Mit einem Nachwort von Josef Weidenholzer (= Schriftenreihe des Ludwig-Boltzmann-Instituts für Geschichte der Arbeiterbewegung, Band 10). Europaverlag, Wien/München/Zürich 1979, ISBN 3-203-50738-2 (zugleich Dissertation, Salzburg 1976).
- Konkretion und Gestalt. „Leiblichkeit“ als wesentliches Element eines sakramentalen Kirchenverständnisses am Beispiel der ekklesiologischen Ansätze Paul Tillichs, Dietrich Bonhoeffers und Hans Asmussens unter ökumenischem Gesichtspunkt (= Konfessionskundliche und kontroverstheologische Studien des Johann-Adam-Möhler-Instituts, Band 67). Bonifatius, Paderborn 1997, ISBN 3-87088-875-X (zugleich Habilitationsschrift, Salzburg 1996).
- als Herausgeber: Hans Asmussen im Kontext heutiger ökumenischer Theologie (= Studien zur systematischen Theologie und Ethik, Band 24). Lit, Münster u. a. 2001, ISBN 3-8258-4852-3.
- als Übersetzer mit Eva Außermair: Henri Caffarel: Weil Du Gott bist. Hinführung zum inneren Gebet. Mit einem Geleitwort von Christoph Schönborn. (= Beten heute, Band 16). Johannes-Verl. Einsiedeln, Freiburg 2000, ISBN 3-89411-364-2.
- als Herausgeber: Juha Pihkala: Gnadenmittel oder Gnadenangebot? Auslegungsgeschichte des Passus per baptismum offeratur gratia Dei im Taufartikel der Confessio Augustana im Zeitraum von 1530 – 1930 (= Studien zur systematischen Theologie und Ethik, Band 34). Lit, Münster u. a. 2003, ISBN 3-8258-6570-3.
- als Herausgeber mit Gregor Maria Hoff: Dietrich Bonhoeffer – Orte seiner Theologie. Schöningh, Paderborn u. a. 2008, ISBN 3-506-76340-7.
- als Übersetzer mit Eva Außermair: Henri Caffarel: Die Ehe auf dem Weg der Heiligkeit (= Beten heute, Band 19). Johannes-Verl. Einsiedeln, Freiburg 2014, ISBN 978-3-89411-428-2.